# Voto de calidad
El voto de calidad es el voto dado por el funcionario que preside un consejo o cuerpo legislativo para resolver un empate y que solamente puede ser ejercido cuando tal empate se produce. El presidente de la Cámara de los Comunes británica y el Vicepresidente de los Estados Unidos, en su cargo constitucional como presidente del Senado de los Estados Unidos son ejemplos de funcionarios que poseen el voto de calidad.
Para Guillermo Cabanellas

el voto de calidad, denominado también preponderante o decisivo es el que corresponde en una junta, asamblea, colegio o Consejo a determinada persona o miembro del mismo, casi sin excepción a su presidente, para resolver en caso de empate, adhiriéndose al parecer que mejor le parezca. Además, en caso de votar el Presidente por uno de los criterios o dictámenes o candidatos, si tiene voto de calidad decide también aun motivando su voto ordinario el empate; por ejemplo, si tres vocales han votado por un parecer y dos por otro, cuando el presidente se adhiere a la opinión de esos dos, establece la mayoría, que ya es un voto de calidad doble cuando así se determina.
Guillermo Cabanellas

Resulta entonces que depende de la reglamentación del órgano de que se trate que el voto de calidad se conceda a un funcionario que sólo tiene derecho a votar en caso de empate (como el vicepresidente de la Nación, que preside el Senado en los Estados Unidos y en la Argentina) o a un funcionario que tiene derecho a votar igual que los demás miembros del cuerpo pero que a ello agrega en caso de empate el derecho a un voto adicional o "voto doble" como sucede, por ejemplo, en los ayuntamientos españoles en donde normalmente el alcalde, que es parte de la corporación municipal vota igual que el resto de concejales, pero dispone de voto de calidad si hay empate.
Otro tanto sucede en el Tribunal Constitucional español, cuya ley reguladora (la Ley Orgánica del Tribunal Constitucional) establece el "voto de calidad" del presidente en caso de empate. La presidencia de este tribunal (del pleno, de sus salas y secciones) no puede recaer sino en uno de sus magistrados miembros, que, como tal, toma parte en las deliberaciones y las votaciones ordinarias.
En algunas legislaturas el voto de calidad puede ser ejercido en libertad conforme la voluntad del funcionario. Por ejemplo el vicepresidente de los Estados Unidos puede usarlo siguiendo la orientación del partido político al que pertenece o según sus convicciones personales. Cuando el Senado está dividido en dos partidos con igual número de representantes el partido del Vicepresidente deviene la mayoría oficial en el cuerpo. El ejercicio del voto por el vicepresidente se ha sido infrecuente en la historia de los Estados Unidos a medida que el tamaño del Senado creció de 26 a 100 miembros, con lo cual los empates son más improbables.
En algunas otras legislaturas, en cambio, el voto de calidad solamente puede ser ejercido conforme estrictas reglas o convenciones. Por ejemplo, del Presidente de la Cámara de los Comunes británica se espera que vote para permitir futuros debates si ello es posible y si no, que vote contra la propuesta presentada.
Algunos países han abandonado el concepto del voto de calidad. Por ejemplo el presidente de la Cámara de Representantes de Nueva Zelanda tenía al comienzo un voto de calidad similar al de su par de la Cámara de los Comunes británica pero hoy en día, sin embargo, simplemente vota como un miembro ordinario y dado que es necesario una mayoría absoluta para aprobar una decisión, el caso de empate es considerado un rechazo a la misma.

## Voto de calidad en elecciones
En una época en las elecciones parlamentarias del Reino Unido el funcionario que controlaba el escrutinio ("Returning officer") si era elector de la circunscripción tenía derecho a dar un voto de calidad adicional para decidir una elección si había un empate entre dos o más candidatos. Un ejemplo del uso de esta facultad se produjo en la elección del 22 de julio de 1831 en la circunscripción de Bandon en Irlanda en la que se elegían dos representantes al Parlamento de Irlanda pero en la que estaban habilitados para votar solamente doce electores más el preboste, que era además el "Returning officier". En dicha elección inicialmente hubo diez votos, incluido el del preboste, que se distribuyeron en esta forma: 4, 4 y 2. El preboste ejerció entonces su voto de calidad y decidió así la elección. Este tipo de voto de calidad no existe actualmente en el Reino Unido y los empates se deciden a la suerte de un tiro de dados.